# La Légende de Ruby Sunday
La Légende de Ruby Sunday (The Legend of Ruby Sunday) est le septième épisode de la nouvelle Saison 1 de la série télévisée britannique Doctor Who diffusé le 15 juin 2024 sur BBC One et Disney+.
Cet épisode est la première partie du finale de la saison avec L'Empire de Mort qui a été diffusé le 22 juin 2024 sur BBC One et Disney+.

## Distribution
- Ncuti Gatwa (VFB : Maxime Van Santfoort) : Quinzième Docteur
- Millie Gibson (VFB : Marie Braam) : Ruby Sunday
- Jemma Redgrave (VFB : Stéphane Excoffier) : Kate Lethbridge-Stewart
- Yasmin Finney (VFB : Ludivine Deworst) : Rose Noble
- Alexander Devrient (VFB : David Macaluso) : Colonel Christofer Ibrahim
- Lenny Rush (VFB : Aidan Schlick) : Morris Gibbons
- Genesis Lynea : Harriet Harbinger
- Aidan Cook (corps) / Nicholas Briggs (voix) (VFB : Eddy Mathieu) : Le Vlinx
- Susan Twist (VFB : Rosalia Cuevas) : Susan Triad
- Fela Lufadeju : Bailey Sinclair
- Bonnie Langford (VFB : Léonce Wapelhorst) : Mel Bush
- Michelle Greenidge (VFB : Bernadette Mouzon) : Carla Sunday
- Anita Dobson (VFB : Myriam Thyrion) : Mrs. Flood
- Angela Wynter (VFB : Francine Laffineuse) : Cherry Sunday
- Tachia Newall : Colonel Winston Chidozie
- Gabriel Woolf (VFB : Claudio Dos Santos) : Voix de Sutekh
- Jasmine Bayes : Caporal Alice Sullivan.

## Accroche
Le Docteur et UNIT enquêtent sur le passé de Ruby. Mais alors que la Fenêtre Temporelle révèle d'horribles secrets de la veille de Noël, la mystérieuse technologie Triad libère le plus grand de tous les maux.

## Résumé
Le Docteur arrive au QG de UNIT avec Ruby, et y rencontre Kate Lethbridge-Stewart et d'autres membres d'UNIT, dont Rose Noble, la fille de Donna Noble, qui travaillent maintenant toutes les deux pour UNIT. Le Docteur leur demande d'essayer d'identifier la mystérieuse femme qui est apparue à de nombreuses reprises au cours de ses aventures précédentes. UNIT arrive à l'identifier comme étant Susan Triad, qui est à la tête de la technologie S TRIAD. Le groupe voit alors dans S TRIAD une anagramme de TARDIS, mais également un piège potentiel. Le Docteur ajoute qu'il pourrait s'agir de sa petite-fille, Susan Foreman. Mel Bush, employée à UNIT, est en mission d'infiltration auprès de Susan Triad en tant que chargée de communication, afin d'en apprendre plus à son sujet.
En parallèle, le Docteur et Ruby espèrent pouvoir réussir à identifier la mère de cette dernière grâce à la technologie de UNIT, et Ruby et Rose partent chercher chez Ruby la cassette VHS contenant l'enregistrement d'une caméra de sécurité de la nuit où Ruby a été abandonnée. Une fois chez Ruby, la mère de Ruby, Carla, décide de les accompagner. Elle demande à leur voisine, Mrs. Flood de s'occuper de Cherry, la grand-mère de Ruby. Alors qu'elles partent pour retourner à UNIT, Mrs. Flood ignore la demande de Cherry réclamant un thé, s'approche de la fenêtre et regarde l'audience et déclare "Son attente est terminée", tandis qu'un orage approche.
Ruby et Rose retournent à UNIT où elles utilisent la Fenêtre Temporelle afin de pouvoir recréer la nuit où Ruby a été abandonnée. Le Docteur et Ruby vont à l'intérieur de la Fenêtre Temporelle, de même que le colonel Chidozie. Une personne encapuchonnée, interprétée comme étant la mère de Ruby, pointe le Docteur, qui était présent cette nuit-là à la suite des évènements dans L'église de Ruby Road pour battre les Gobelins ayant essayé de manger Ruby bébé. Le Docteur demande alors au colonel Chidozie d'essayer de voir s'il y a quelque chose d'autre que la personne aurait pu pointer. Chidozie ne voit rien, et alors que la personne disparait, un mystérieux tourbillon apparait à l'endroit où se tenait Chidozie. Après avoir posé des questions au vortex, la Fenêtre est surchargée, laissant apparaitre le corps de Chidozie mort dans un tas de sable.
Le Docteur rejoint Mel pour parler à Susan Triad alors qu'elle se prépare pour la diffusion du lancement international de sa technologie. Le Docteur ne reconnait pas Susan Triad comme étant sa petite-fille, et réalise qu'elle a eu des rêves de ses autres existences. UNIT examine la vidéo de la VHS où le vortex apparait maintenant, et en utilisant une technologie d'amélioration de l'image, sont capables de déterminer que le TARDIS était au centre du vortex. Le TARDIS, actuellement présent dans les locaux d'UNIT, est alors scanné, et il est identifié qu'un être se trouve autour de celui-ci, qui commence à grogner. Harriet, une membre de UNIT, se révèle comme étant une messagère de Celui Qui Attend, qui se matérialise autour du TARDIS et se révèle être Sutekh, dieu de la mort. Susan Triad s'effondre durant son discours alors que les souvenirs de ses rêves lui reviennent, avant que Sutekh ne prenne possession de son corps, tue un des assistants de Susan, et n'essaye de tuer le Docteur.

## Continuité
- Rose, la fille de Donna Noble, apparu pour la première fois dans « La Créature stellaire » et vu pour la dernière fois dans « Le Fabricant de Jouets », est de retour travaillant pour UNIT.
- Lorsque le Docteur parle de Susan Triad aux membres de UNIT et que ceux-ci le fixe, il dit à multiples reprises « Quoi ? ». Le Neuvième Docteur réagit pareil dans « Rose » (2005).
- Le père de Kate Stewart, Le Brigadier Lethbridge-Stewart (« The Web of Fear »), (1968) est mentionné et apparait sur un cadre photo qui était déjà apparu sur une même photo mais dans les archives secrètes de UNIT lors de l'épisode spécial 50 ans, « Le Jour du Docteur » (2013).
- Le Quinzième Docteur dit ne pas être père. Or dans « La Fille du Docteur » (2008), le Dixième Docteur dit avoir été père autrefois.
- La révélation du retour de Sutekh est faite sous forme d'anagramme. Ce n'est pas la première fois que cela arrive, cela s'est produit à la fin de l'épisode « Utopia » (2007), avec le professeur Yana qui était en réalité le Maître.
- UNIT calcule à quelle distance a été filmé la vidéo de surveillance de la nuit où Ruby a été abandonnée en 2004. Celle-ci est de 66.7 mètres par rapport à l'église. Converti en yards, cela donne 73 yards. C'est la même distance qui sépare la "dame" de Ruby dans l'épisode « 73 Yards » après que le cercle de fées ait été brisé.
- Alors qu'elle se remémore ses rêves, Susan Triad parle de "monde aux ciels orange". La planète où a vécu le Docteur, Gallifrey, a déjà été décrite par le passé comme ayant des ciels orange notamment dans « The Sensorites » (1964) par Susan et dans « L'Embouteillage sans fin » (2007) par le Dixième Docteur.

- Le TARDIS fait le même bruit que dans les épisodes : « Aux Confins de l'Univers » (2023), « L'Accord du Diable » et « Rogue ». Ce son est révélé comme étant Sutekh qui le contrôlait.

- Sutekh, apparu dans l'épisode « Pyramids of Mars » (1975), fait ici son grand retour dans la série. Il est toujours interprété par Gabriel Woolf, 49 ans plus tard. Il n'est plus en Égypte mais en Grande-Bretagne. Auparavant, il était un extraterrestre de l'espèce des Osiriens s'autoproclamant un Dieu. Il est à présent un véritable Dieu du Panthéon de la Discorde.